# Glória Maria
Glória Maria Matta da Silva (Rio de Janeiro, 15 de agosto de 1949 – Rio de Janeiro, 2 de fevereiro de 2023) foi uma jornalista, repórter e apresentadora de televisão brasileira. Considerada um dos maiores símbolos do jornalismo brasileiro, foi a primeira repórter a realizar matérias ao vivo e a cores na televisão no Brasil.

## Biografia
Glória Maria nasceu no bairro de Vila Isabel, na Zona Norte do Rio de Janeiro. Começou sua vida profissional como telefonista na extinta TELERJ. Graduada em jornalismo pela Pontifícia Universidade Católica do Rio de Janeiro (PUC-Rio), na década de 1960 foi princesa do bloco carnavalesco Cacique de Ramos. De acordo com Bira Presidente, ela conseguiu seu primeiro emprego quando foi, junto com o bloco, apresentar-se no programa do Chacrinha, na TV Globo. Após o apresentação, conseguiu um estágio na emissora, já que tinha concluído o curso superior. "O Chacrinha pedia sempre para eu levar a rainha e a princesa do bloco ao programa. Lá, a Glória comentou que precisava fazer um estágio, e ele gostou dela", recorda Bira.
Foi efetivada no departamento de jornalismo nos anos de 1970, e sua primeira reportagem para a TV Globo foi sobre a queda do Elevado Paulo de Frontin, em 20 de novembro de 1971. Não demorou muito para tornar-se âncora da emissora, apresentando vários programas jornalísticos como RJTV, Jornal Hoje, e Fantástico, que apresentou de 1998 a 2007, quando pediu uma licença de dois anos.
Tornou-se conhecida pelas reportagens especiais e viagens que fez a lugares exóticos, como o deserto do Saara e a Palestina, dentre outras. Glória cobriu também a Guerra das Malvinas, em 1982.
Entrevistou celebridades como Freddie Mercury, Madonna, Mick Jagger e Michael Jackson, quando acompanhou as gravações do clipe They Don't Care About Us, que aconteceram em 1996 no morro Dona Marta, no Rio de Janeiro. Outro momento especial de sua carreira foi seu encontro casual com o poeta Carlos Drummond de Andrade, no Rio de Janeiro, do qual resultou uma entrevista, na véspera do Natal de 1984.
Em janeiro de 2010, reuniu-se com os diretores de jornalismo da Globo, sendo então decidido que ela seria repórter especial do programa Globo Repórter, do qual participou por vários anos, algumas vezes como coapresentadora, ao lado de Sérgio Chapelin, e posteriormente, Sandra Annenberg.

## Vida pessoal
Em outubro de 2003, declarou à revista Quem que tivera vários relacionamentos amorosos. Disse que namorara por oito anos o engenheiro austríaco Hans Bernhard, o francês Eric Auguin (de 1985 a 1991), o empresário português Frederico Fragoso e o sueco Martin Stenmarck. Na mesma entrevista, afirmou que se casara em segredo, cinco anos antes, numa cerimônia civil testemunhada apenas por poucos amigos. Não revelou quem havia sido o noivo. No início dos anos 1970, ela teve um relacionamento amoroso com José Roberto Marinho, filho de Roberto Marinho, fundador da TV Globo.
Em junho de 2009, adotou as meninas soteropolitanas Maria e Laura, que conheceu durante visitas à Organização de Auxílio Fraterno (OAF) do bairro de Caixa d'Água.
Glória se dizia interessada pela cabala. Em 2017, durante entrevista a Ana Maria Braga, ela declarou ter experimentado maconha na Jamaica, onde a erva é conhecida como ganja.
Em novembro de 2019, Glória Maria passou por uma cirurgia para retirar um tumor cerebral, que posteriormente se revelou maligno. Meses após a cirurgia, ela declarou, em entrevista, que prosseguia o tratamento do câncer.

### Morte
Em dezembro de 2022, Glória Maria foi internada no Hospital Copa Star para tratar um câncer de pulmão. Esse acabou gerando metástases em seu cérebro. Nos últimos dias, o tratamento não surtiu efeito e Glória não resistiu, vindo a falecer em 2 de fevereiro de 2023.
O corpo da jornalista foi velado e cremado no Crematório e Cemitério da Penitência no Rio.
De acordo com o jornal Metrópoles, estima-se que Glória Maria tenha deixado uma herança de R$ 50 milhões. Antes de a morte de Glória Maria ser anunciada, o seu patrimônio já causava briga familiar. A apresentadora revelou que a briga entre os parentes começou quando veio à tona sua doença. "Foi uma coisa que me deu um susto. Falaram de dividir a herança, sendo que nem existia. É um negócio esquisito que você olha e não acredita".